# Axel Frederic Cronstedt

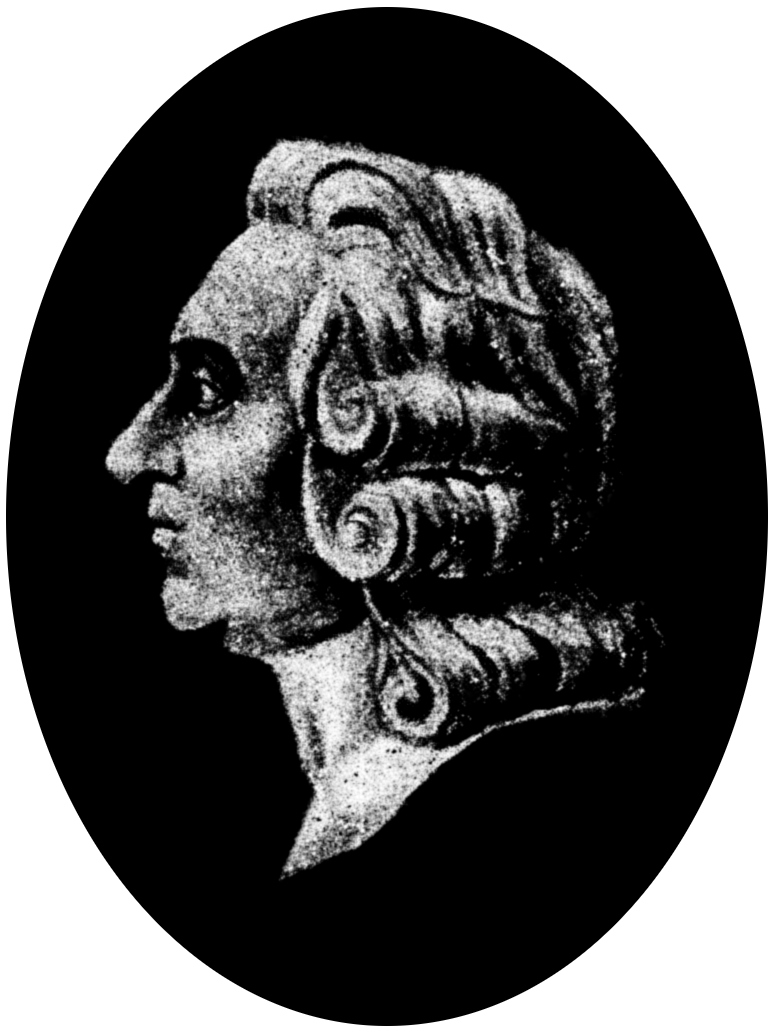
Axel Frederic Cronstedt

Axel Frederic von Cronstedt (* 23. Dezember 1722 in Ströpsta, Gemeinde Nykvarn; † 19. August 1765 in Stockholm) war ein schwedischer Chemiker und Mineraloge.

## Leben und Leistungen
Cronstedt schrieb sich 1738 als Student an der Universität Uppsala ein. Anfänglich studierte er auf Wunsch seines Vaters Mathematik, um später eine militärische Laufbahn einschlagen zu können. Johan Gottschalk Wallerius weckte sein Interesse für Mineralogie, der er sich von da an widmete. 1742 begann er als Novize bei der Bergbaubehörde Schwedens, wo er kontinuierlich mit höheren Posten betraut wurde. Mit der Ernennung zum Vorsteher der östlichen und westlichen Bergbaugebiete des Landes hatte er 1758 den Höhepunkt seiner Laufbahn erreicht. Schon 1753 wurde er als Mitglied in die schwedische Wissenschaftsakademie aufgenommen. Cronstedts wertvolle Mineraliensammlung kaufte später der dänische Gutsherr Tönnes Christian Bruun-Neergaard.
1751 gelang ihm die erstmalige reine Darstellung des Elements Nickel. Dies geschah durch Extraktion aus Rotnickelkies. Den Namen Nickel gab er dem Element 1754. Von ihm stammt auch die Untersuchung von Mineralien mit dem Lötrohr, bekannt gemacht und weiterentwickelt durch seinen Schüler Gustaf von Engeström.
Cronstedt prägte 1756 den Begriff Zeolith (siehe Zeolithgruppe).

## Porträtmedaille
- 1882 Silbermedaille, Lea Ahlborn fecit. Vorderseite: AX. FRIDER. CRONSTEDT REI METALL. PRAETOR / unten: N. 1722. O. 1765. - Unbekleidete Büste mit Zopfperücke nach rechts, signiert: L.A. // Rückseite: STRATA SUBTERRANEA LUSTRAT - Cronstedt steigt über Leiter in einen Schacht. Im Abschnitt vier Zeilen Text

## Ehrungen
Ein 1821 von Josef Johann Steinmann (1779–1833) erstbeschriebenes Mineral erhielt ihm zu Ehren den Namen Cronstedtit.

## Ausgewählte Werke
- Inträdes-Tal, Om Medel til Mineralogiens vidare Förkofran. Hållit För Kongl. Svenska Vetenskaps Academien, den 9. Feb. 1754, Stockholm
- Forsök til mineralogie, eller Mineral-Riketes Upställning. 1758, Stockholm
- Versuch einer neuen Mineralogie. 1760, Kopenhagen (Übersetzung G. Wiedeman)
- An Essay Towards A System Of Mineralogy. 1770, London (Übersetzung Gustav von Engeström)
- Versuch einer Mineralogie. 1780, Leipzig (Übersetzung und Erweiterungen von Abraham Gottlob Werner)
- Grundlinien einer Salzburgischen Mineralogie. oder Kurzgefaßte Anzeige der bekanntesten Fossilien des Salzburgischen Gebirges. Nach der Wernerschen Uebersetzung von Cronstedts Mineralogie geordnet. 1786, Salzburg
- An Essay Towards A System Of Mineralogy. In Two Volumes. 1788, London (2. Auflage)